# Batalla de Anquíalo (708)
La batalla de Anquíalo (en búlgaro: Битката при Анхиало) se produjo en 708 cerca de la ciudad de Pomorie, Bulgaria.

## Orígenes del conflicto
En el año 705, el kan búlgaro Tervel ayudó al antiguo emperador de Bizancio, Justiniano II para recuperar su trono después de diez años en el exilio. Para mostrar su gratitud, Justiniano dio a los búlgaros una enorme cantidad de oro, plata y seda, así como el área de «Zagore», ubicada entre Stara Zagora, Sliven y el mar Negro. Tres años después, Justiniano se consideró lo suficientemente fuerte como para invadir Bulgaria y restablecer su dominio sobre esas tierras.

## La batalla

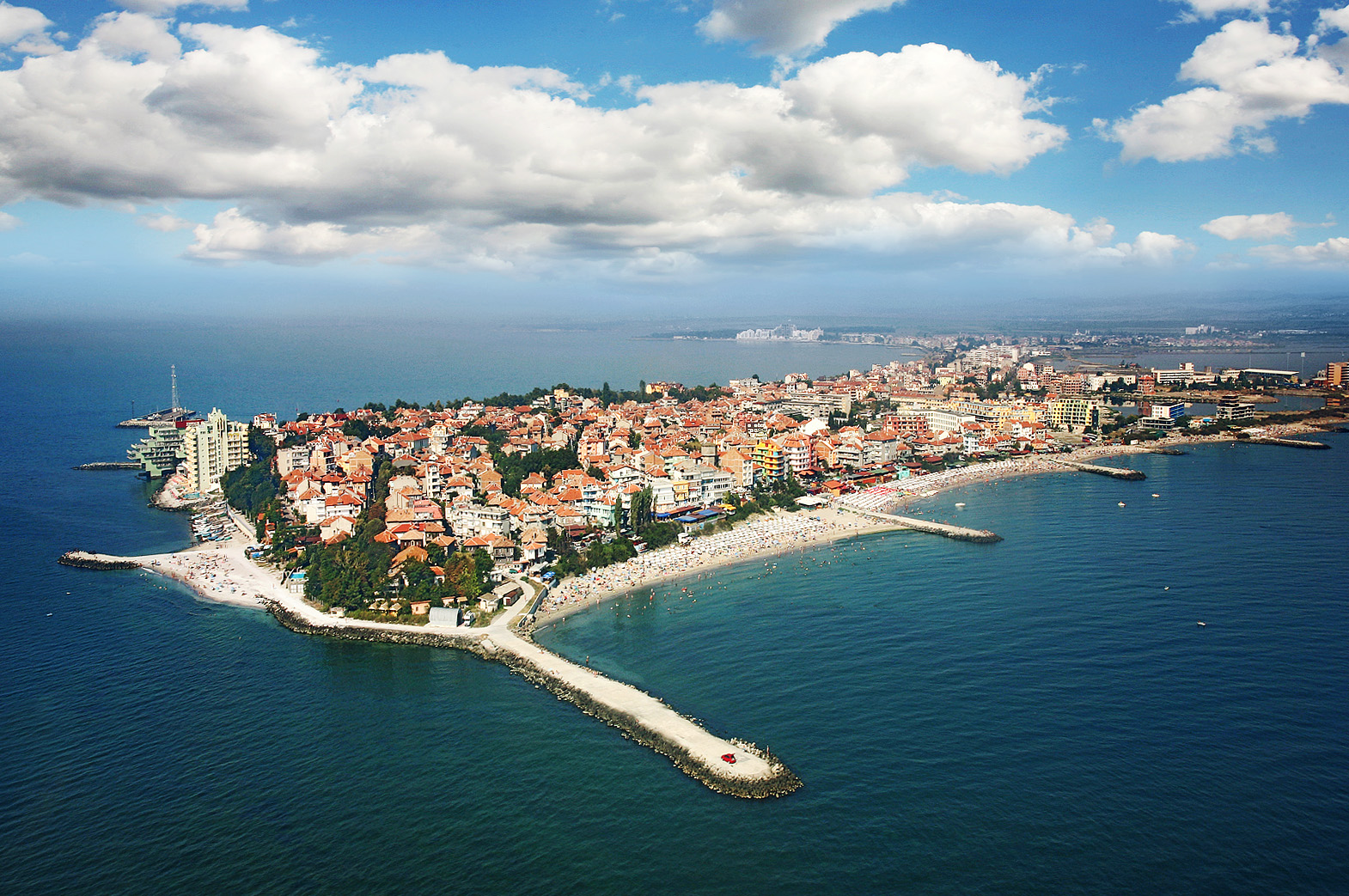
Lugar de la batalla.

Los bizantinos llegaron a la fortaleza de Anquíalo y establecieron sus campamentos, sin el conocimiento de que el ejército búlgaro se encontraba en las proximidades. Mientras que los invasores estaban recolectando alimentos, Tervel y su caballería cargaron contra el extremo de las tropas bizantinas. Al mismo tiempo, la infantería atacó el campamento. Los bizantinos fueron sorprendidos y confundidos, la mayoría de ellos perecieron en la batalla o fueron capturados, así como muchos caballos y armas. El emperador fue uno de los pocos que logró llegar a la fortaleza y escapó a Constantinopla en un barco.

## Consecuencias
Los búlgaros aseguraron las ganancias territoriales para nuevos siglos. En el año 711, cuando un motín obligó a Justiniano II a buscar ayuda, Tervel le dio solamente 3 000 soldados que después de varias escaramuzas se les dio un salvoconducto a Bulgaria por el nuevo emperador y Justiniano II fue ejecutado.